# Baby, I Love Your Way
"Baby, I Love Your Way" är en låt skriven och framförd av sångaren Peter Frampton och först var med på Peter Framptons album  Frampton 1975.
En liveversion (4:48) av låten släpptes senare 1976 på albumet Frampton Comes Alive!, vilken blev en populär hitlåt med topplaceringen #12 på Billboard Hot 100 chart.
En coverversion gjordes av Big Mountain, som ibland lett till att låten misstagits för att ha skrivits av Bob Marley samt UB40 på grund av felmärkta MP3-filer som cirkulerade på P2P-nätverk, precis som artistförvirringen kring låten Cat's in the Cradle.

## Coverversioner
- Gary Glitter tolkade låten 1975 på albumet G. G..
- I filmen High Fidelity, sjungs låten av figuren Marie de Salle som spelas av Lisa Bonet.
- Låten tolkades av amerikanska reggaegruppen Big Mountain 1994, med topplaceringen #6 på Billboard Hot 100 chart[1] och #2 på brittiska singellistan. Deras version förekom 1994 även i filmen Reality Bites. I filmen förklarar Michael Grates (spelad av Ben Stiller) låtens bakgrund.
- Amerikanska danspopgruppen Will to Power skapade 1988 ett medley av Framptonslåtar och Lynyrd Skynyrds hitlåt, "Free Bird" från 1975. Med titeln "Baby, I Love Your Way/Freebird Medley", tillbringade denna version en vecka på placeringen #1 på Billboard Hot 100 chart.[1]
- Filippinske bossa novasångaren Sitti tolkade låten på albumet My Bossa Nova.
- Låten har också tolkats av Dinosaur Jr och Arearea.
- Låten har också tolkats av Mig Ayesa med Peter Frampton på akustisk gitarr, och släpptes på Mig Ayesas debutalbum, "Mig".

## Medverkanden i övrig media
- Låten hördes vid slutet av ett avsnitt av Californication.
- Låten hördes vid slutet av ett avsnitt av Cold Case.
- Vid slutet av avsnittet "Death Lives" av Family Guy, inser Peter att den är hans och Lois låt, där Peter Frampton gör ett gästframträdanden.
- Låten hordes i ett avsnitt av That 70s Show.
- Låten medverkade i filmen Halloween 2007.
- Låten medverkade i filmen High Fidelity år 2000.

## Listplacering

### Peter Frampton
| Lista (1975-1976) | Topplacering |
| ----------------- | ------------ |
| Nya Zeeland       | 27           |
| Storbritannien    | 43           |

### Big Mountain
| Lista (1994)            | Topplacering |
| ----------------------- | ------------ |
| Frankrike               | 7            |
| Nederländerna           | 4            |
| Norge                   | 6            |
| Nya Zeeland             | 12           |
| Schweiz                 | 2            |
| Storbritannien          | 2            |
| Sverige                 | 1            |
| USA (Billboard Hot 100) | 17           |
| USA (Latin Songs)       | 19           |
| Österrike               | 4            |

### Fotnoter
1. 1 2 3 4  Whitburn, Joel (2004). The Billboard Book of Top 40 Hits, 8th Edition (Billboard Publications)
2. ↑  ”Listplacering”. Arkiverad från originalet den 10 september 2015. https://web.archive.org/web/20150910044920/http://charts.org.nz/showitem.asp?interpret=Peter+Frampton&titel=Baby%2C+I+Love+Your+Way&cat=s. Läst 29 maj 2011.
3. ↑  ”Listplacering”. Arkiverad från originalet den 25 maj 2012. https://archive.is/20120525153010/http://www.chartstats.com/release.php?release=6978. Läst 29 maj 2011.
4. ↑  ”Listplacering”. http://lescharts.com/showitem.asp?interpret=Big+Mountain&titel=Baby%2C+I+Love+Your+Way&cat=s. Läst 29 maj 2011.
5. ↑  ”Listplacering”. http://dutchcharts.nl/showitem.asp?interpret=Big+Mountain&titel=Baby%2C+I+Love+Your+Way&cat=s. Läst 29 maj 2011.
6. ↑  ”Listplacering”. http://norwegiancharts.com/showitem.asp?interpret=Big+Mountain&titel=Baby%2C+I+Love+Your+Way&cat=s. Läst 29 maj 2011.
7. ↑  ”Listplacering”. Arkiverad från originalet den 25 september 2016. https://web.archive.org/web/20160925172845/http://www.charts.org.nz/showitem.asp?interpret=Big+Mountain&titel=Baby%2C+I+Love+Your+Way&cat=s. Läst 29 maj 2011.
8. ↑  ”Listplacering”. http://hitparade.ch/showitem.asp?interpret=Big+Mountain&titel=Baby%2C+I+Love+Your+Way&cat=s. Läst 29 maj 2011.
9. ↑  ”Listplacering”. Arkiverad från originalet den 25 maj 2012. https://archive.is/20120525153018/http://www.chartstats.com/release.php?release=21712. Läst 29 maj 2011.
10. ↑  ”Listplacering”. http://swedishcharts.com/showitem.asp?interpret=Big+Mountain&titel=Baby%2C+I+Love+Your+Way&cat=s. Läst 29 maj 2011.
11. ↑  ”Listplacering”. http://www.billboard.com/#/song/big-mountain/baby-i-love-your-way/1238728. Läst 29 maj 2011.
12. ↑  ”Listplacering”. http://austriancharts.at/showitem.asp?interpret=Big+Mountain&titel=Baby%2C+I+Love+Your+Way&cat=s. Läst 29 maj 2011.